# Planta carnívora

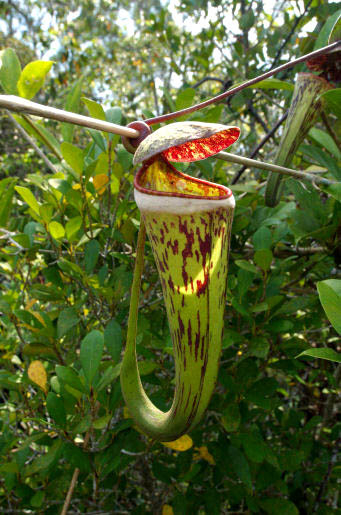
Nepenthes × cincta (es un híbrido natural entre N. albomarginata y N. northiana).

Una planta carnívora (también llamada planta insectívora) es una planta que obtiene parte o la mayoría de sus necesidades nutricionales mediante la captura y el consumo de protozoos y animales, especialmente insectos (además de otros artrópodos). Estas plantas crecen generalmente en lugares donde el suelo es pobre, especialmente en nitrógeno, como las tierras ácidas pantanosas y los farallones rocosos. Charles Darwin escribió el primer tratado conocido sobre estas plantas en 1875.
Se piensa que el hábito carnívoro ha evolucionado en, al menos, once linajes separados que se encuentran representados por más de una docena de géneros en cinco familias. Estas incluyen alrededor de seiscientas treinta especies que atraen y atrapan a sus presas, producen enzimas o poseen bacterias digestivas y absorben los nutrientes resultantes. Además, más de trescientas especies de plantas protocarnívoras en varios géneros muestran algunas de estas características, aunque no todas.

## Especies de plantas carnívoras
Existen tres tipos distintos de plantas carnívoras, identificándose por la forma en la que capturan a sus presas, teniendo, el plegamiento de hojas, tricomas con pegamento y hojas en forma de "jarra".

### Pinzas

Animación del crecimiento de una "venus atrapamoscas".

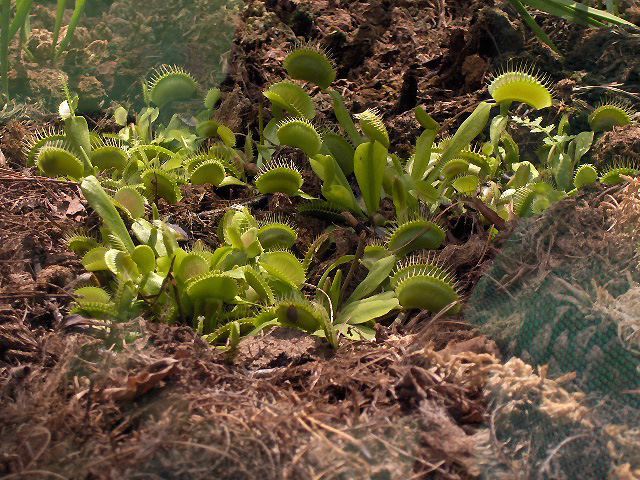
Venus atrapamoscas: trampa pinza

Es el mecanismo de la venus atrapamoscas (Dionaea muscipula), junto con Aldrovanda vesiculosa. Son las dos únicas especies que tienen tal mecanismo. El insecto o animal pequeño es atraído por un néctar dulce, se posa en la hoja y cuando roza al menos dos de los cilios detectores dentro de un lapso máximo de cinco segundos, se cierra automáticamente como una pinza o tenaza. La razón por la que deben tocarse dos cilios detectores es para evitar la confusión con gotas de agua. Las espinas de los bordes impiden el escape de su presa. La presa una vez dentro se mueve, y estimula la secreción de jugos digestivos para su desintegración, que dura varios días. Una vez digerido el insecto, la hoja se abre nuevamente hasta encontrar a otra presa. En el momento que el insecto se para por primera vez y toca uno de los cilios la planta es alertada para esperar el siguiente roce, según la veces que el insecto roce la planta hay una reacción; si lo hace solo una vez la planta no hace nada, pero si la roza de nuevo, la planta, de manera automática, se cierra dejando al insecto inmóvil y encerrado dentro de ella para ser digerido.

### Pelos pegajosos

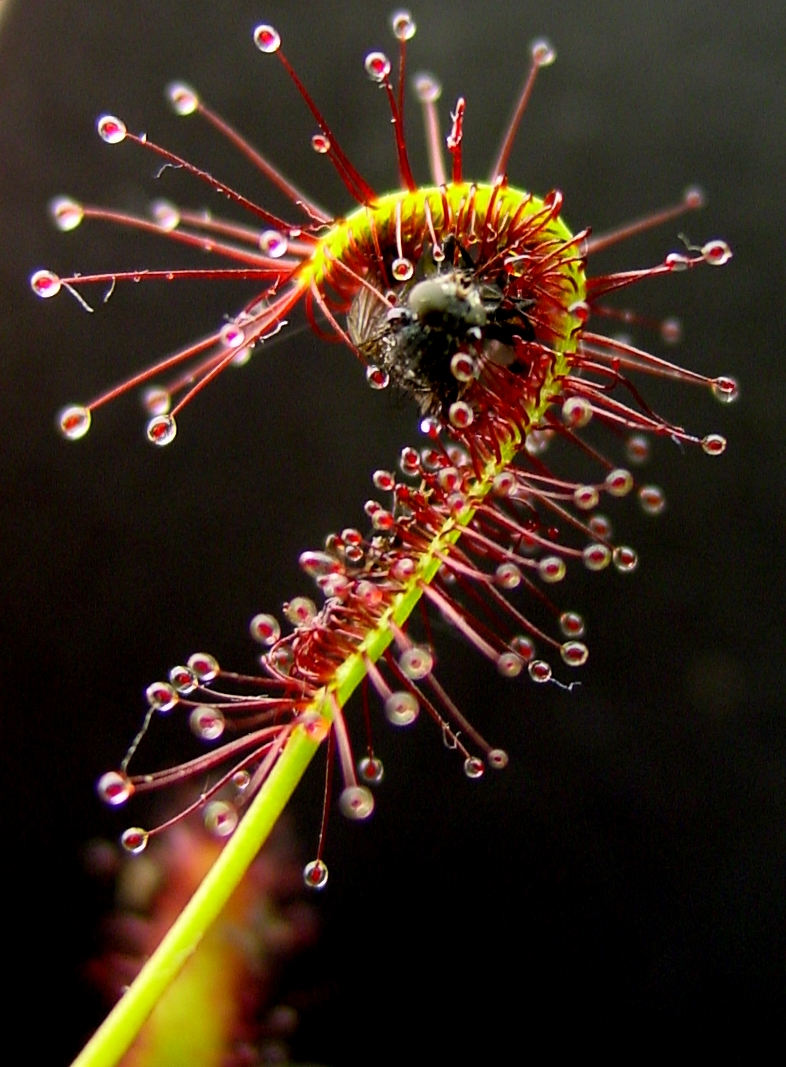
Drosera: trampa de pelos pegajosos

Es el mecanismo usado por Drosera, Byblis, Drosophyllum y Pinguicula, entre otras. Drosera posee hojas en rosetas pegadas al suelo que segregan un fluido viscoso con un aroma similar al de la miel.

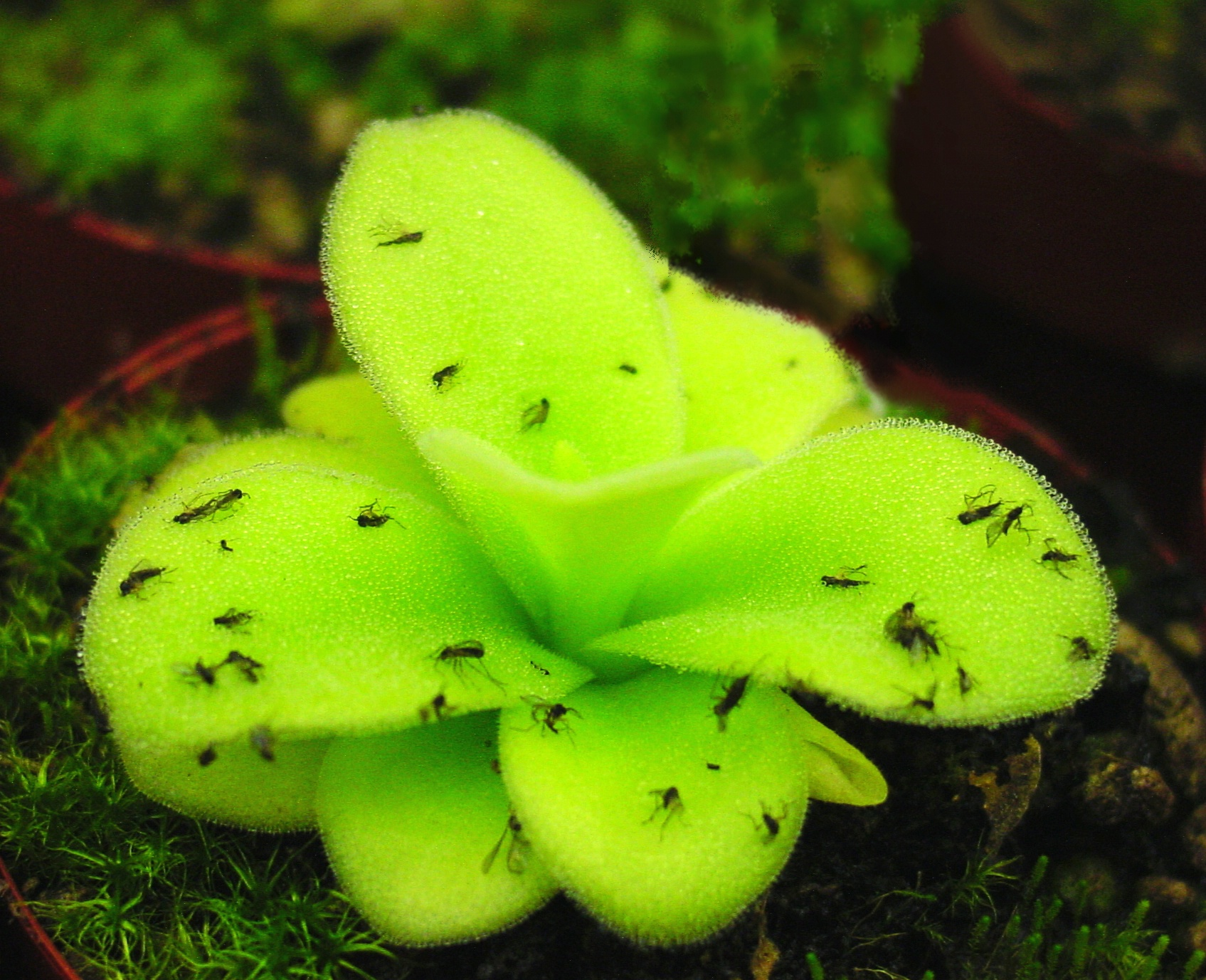
Pinguicula gigantea: las hojas están cubiertas de mucosidad que producen las glándulas que sirven a la planta para la captura de pequeños insectos.

Cuando un insecto se posa en la hoja, queda atrapado en los pelos pegajosos. Después, los tentáculos de Drosera se curvan hacia adentro hasta que se cierran. Puede tardar desde un minuto a varias horas en cerrar y transcurren entre 7 a 14 días hasta que los tentáculos se vuelven a abrir completamente.[cita requerida]

### Trampas de caída

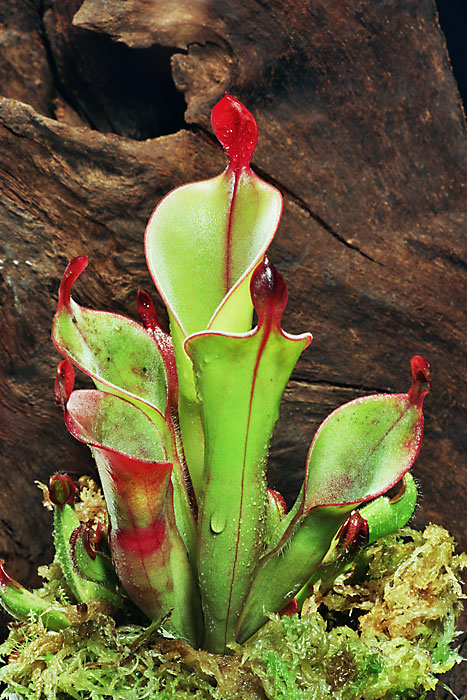
Heliamphora chimantensis: trampa de caída

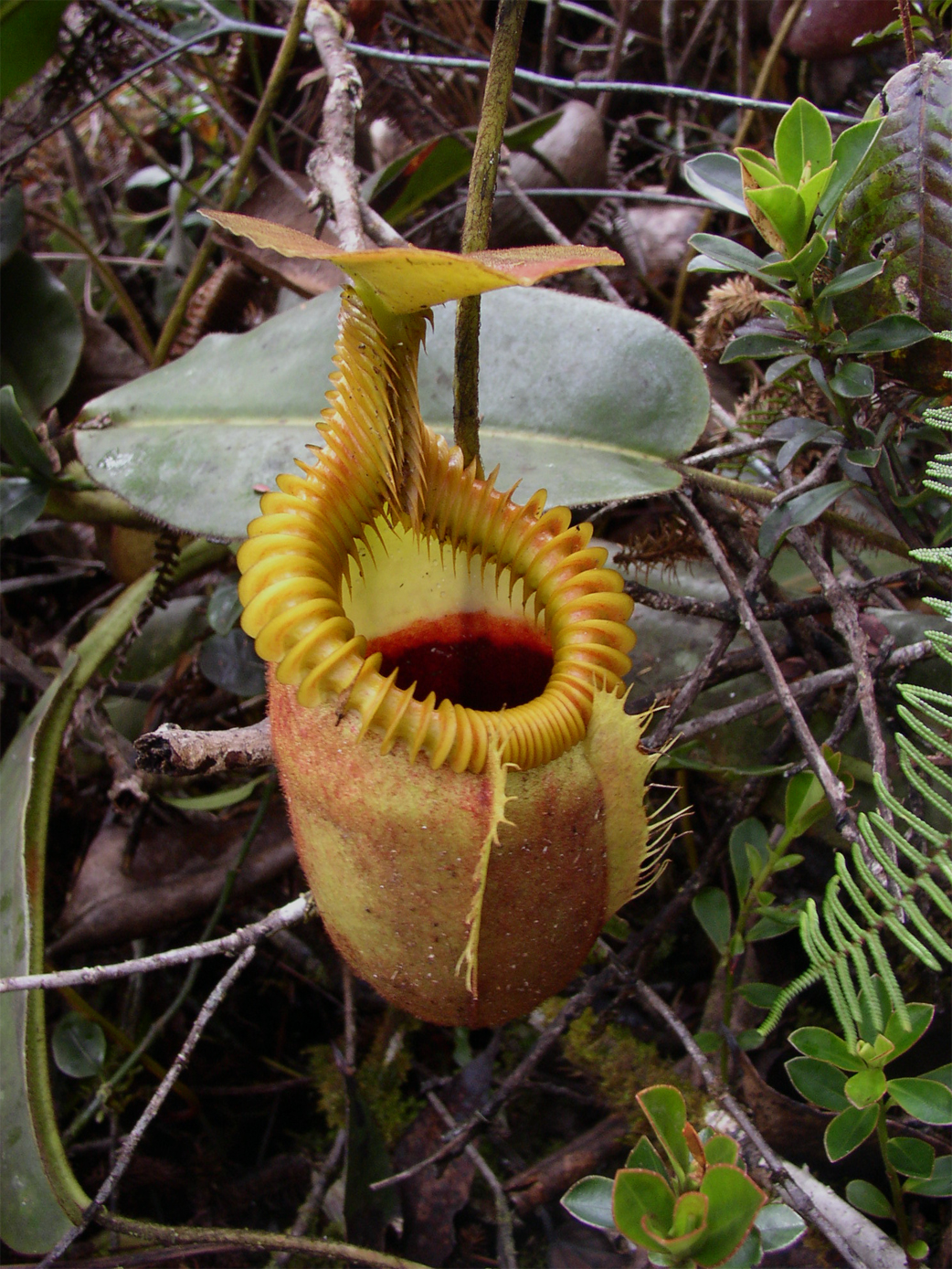
Trampa de Nepenthes villosa.

Las trampas de caída son las utilizadas por los géneros Heliamphora, Nepenthes, Sarracenia, Cephalotus, Darlingtonia y Brocchinia reducta. Estas plantas también se conocen como plantas odre o planta jarra. Estas trampas tienen forma de jarrón o de copa y al fondo tienen una sustancia líquida donde los insectos se ahogan. Estos son atraídos por aromas que producen los bordes de la trampa, cuando se posan, resbalan y caen dentro, entonces la planta los digiere. En algunos géneros como Nepenthes, las trampas tienen además tapaderas, que actúan como sombrillas, evitando que el agua de lluvia las llene completamente.
Darlingtonia californica es única porque no atrapa el agua de lluvia en su jarra, sino que la regula dentro bombeando desde sus raíces o expulsándola, según convenga. Sus hojas no producen enzimas digestivas, ya que las células que absorben los alimentos son idénticas a las raíces del suelo, confiando en bacterias simbióticas. También comparte su mecanismo de captura con Sarracenia psittacina, en la que el insecto atraído por un néctar que produce la entrada de la trampa es confundido por "falsas salidas" o "falsas ventanas", que solo harán que el animal vaya más abajo hasta que queda agotado y cae en el líquido.

### Trampas mecánicas

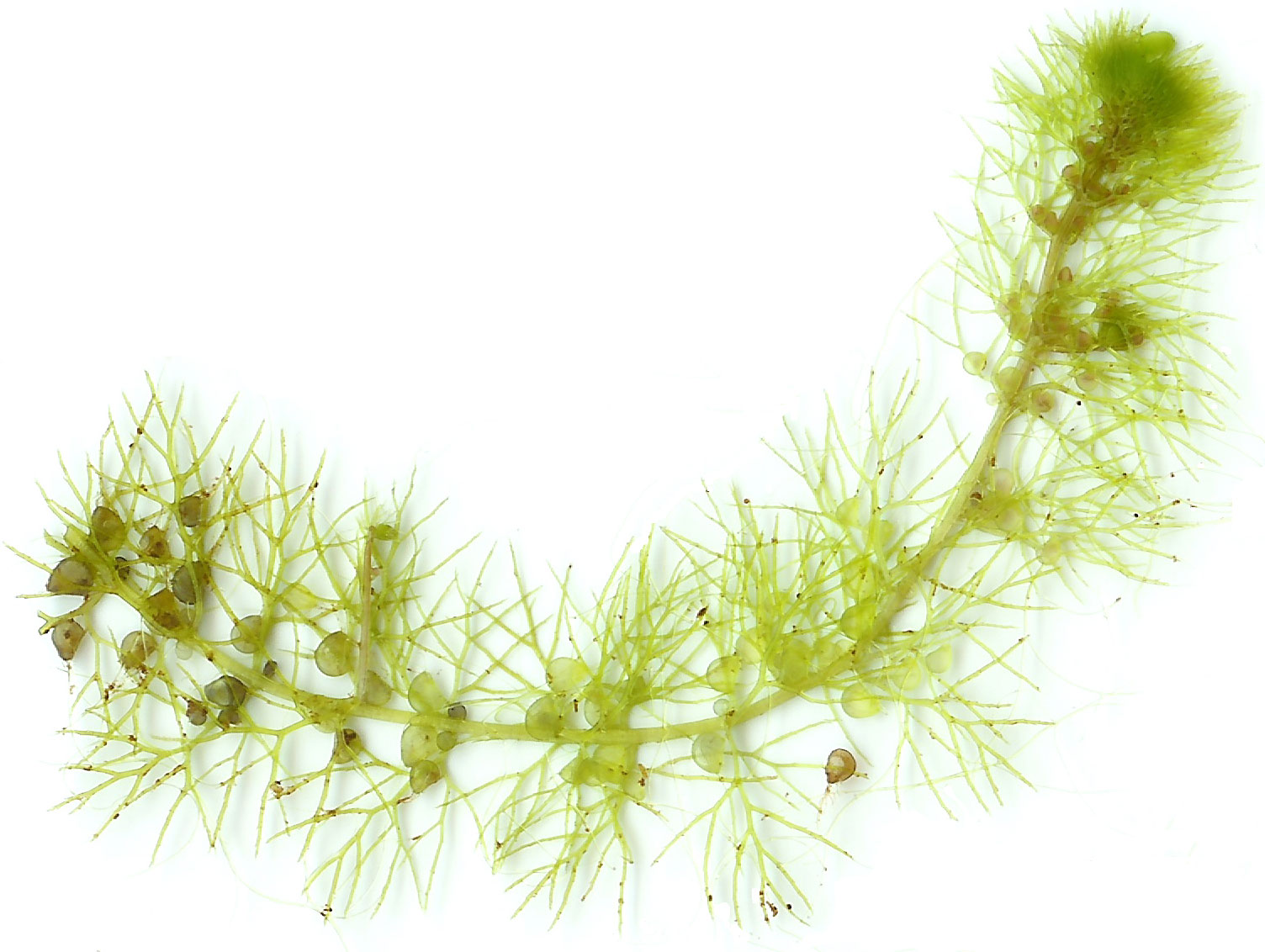
Utricularia: trampa mecánica

Este mecanismo es exclusivo del género Utricularia, es el más complejo y rápido de todas las plantas carnívoras. Estas plantas acuáticas poseen numerosas trampas en cada tallo que se asemejan a globos diminutos. Cada trampa tiene una trampilla muy pequeña que suele estar bien cerrada. Para tender las trampas, la planta bombea hacia afuera una parte del agua, para que la presión en el interior sea menor que la exterior. Si un diminuto animal nada demasiado cerca de la trampa, roza unas cerdas que se encuentran pegadas a la trampilla. La trampilla se abre y la trampa absorbe agua, arrastrando al animal hacia adentro. Cuando la planta ha digerido a su víctima, vuelve a tender la trampa para capturar otra presa.

### Trampas "olla de langosta"

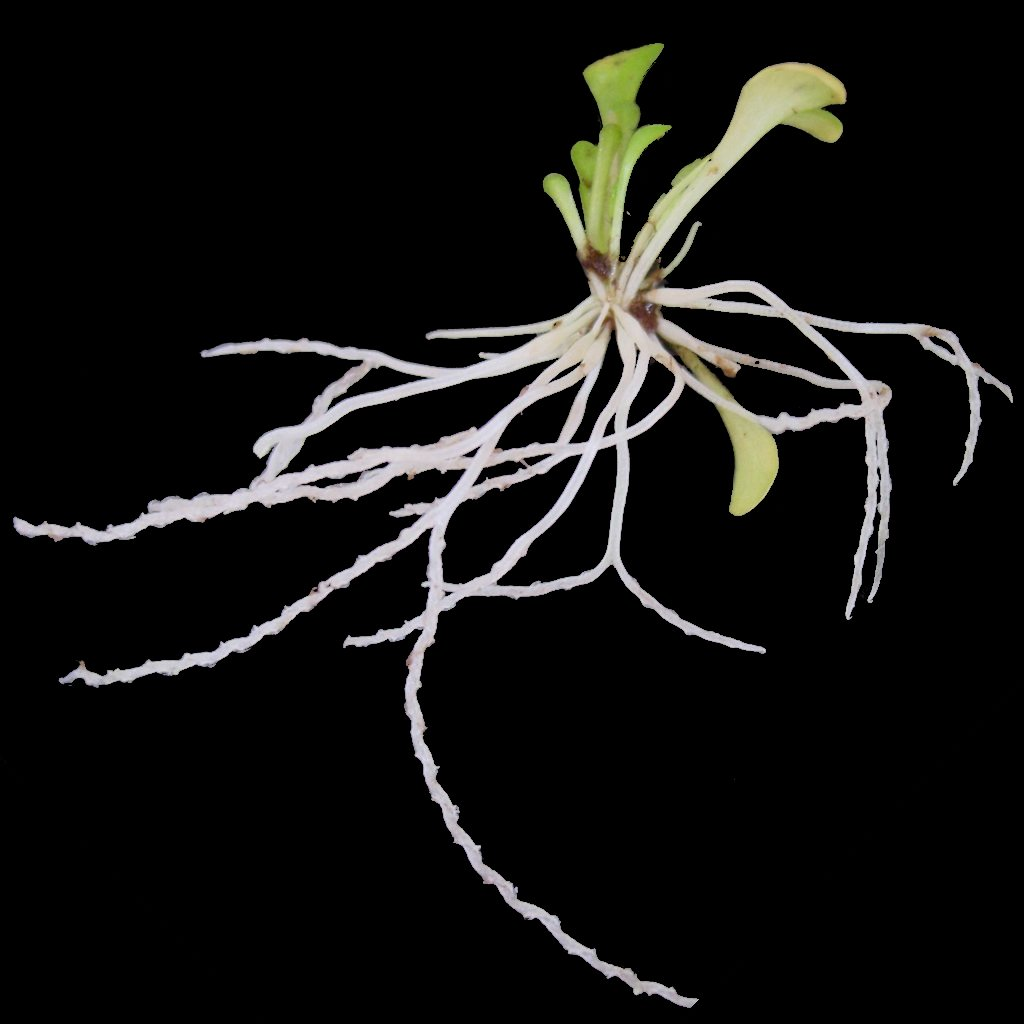
Genlisea violacea: trampa olla de langosta

Son trampas fáciles de entrar y difíciles de salir. La salida está obstruida por pelos rígidos que apuntan hacia adentro. Se dan en el género Genlisea que se especializan en cazar protozoos, a los que atraen de forma química. Una hoja en forma de Y permite la entrada de la presa pero no la salida. Los pelos que apuntan hacia adentro obligan a que la presa se mueva en una sola dirección. La presa pasa por la entrada en espiral que la va llevando alrededor de los dos brazos superiores de la Y, por ello se ven obligados a moverse inexorablemente hacia un estómago en el brazo inferior de la Y. El movimiento de la presa se cree que está ayudado por el movimiento del agua a través de la trampa, producido de una manera similar a la de vacío en las trampas de la vejiga, y probablemente evolutivamente relacionado con ella.
Este mecanismo recuerda mucho al visto en Sarracenia psittacina, Darlingtonia californica y Nepenthes aristolochioides.

### Combinación de trampas
Un mecanismo utilizado únicamente por Drosera glanduligera, en la que combina características de las trampas de pinza y de sus trampas de pelos pegajosos, estas últimas comunes en las demás droseras.

## Cultivo

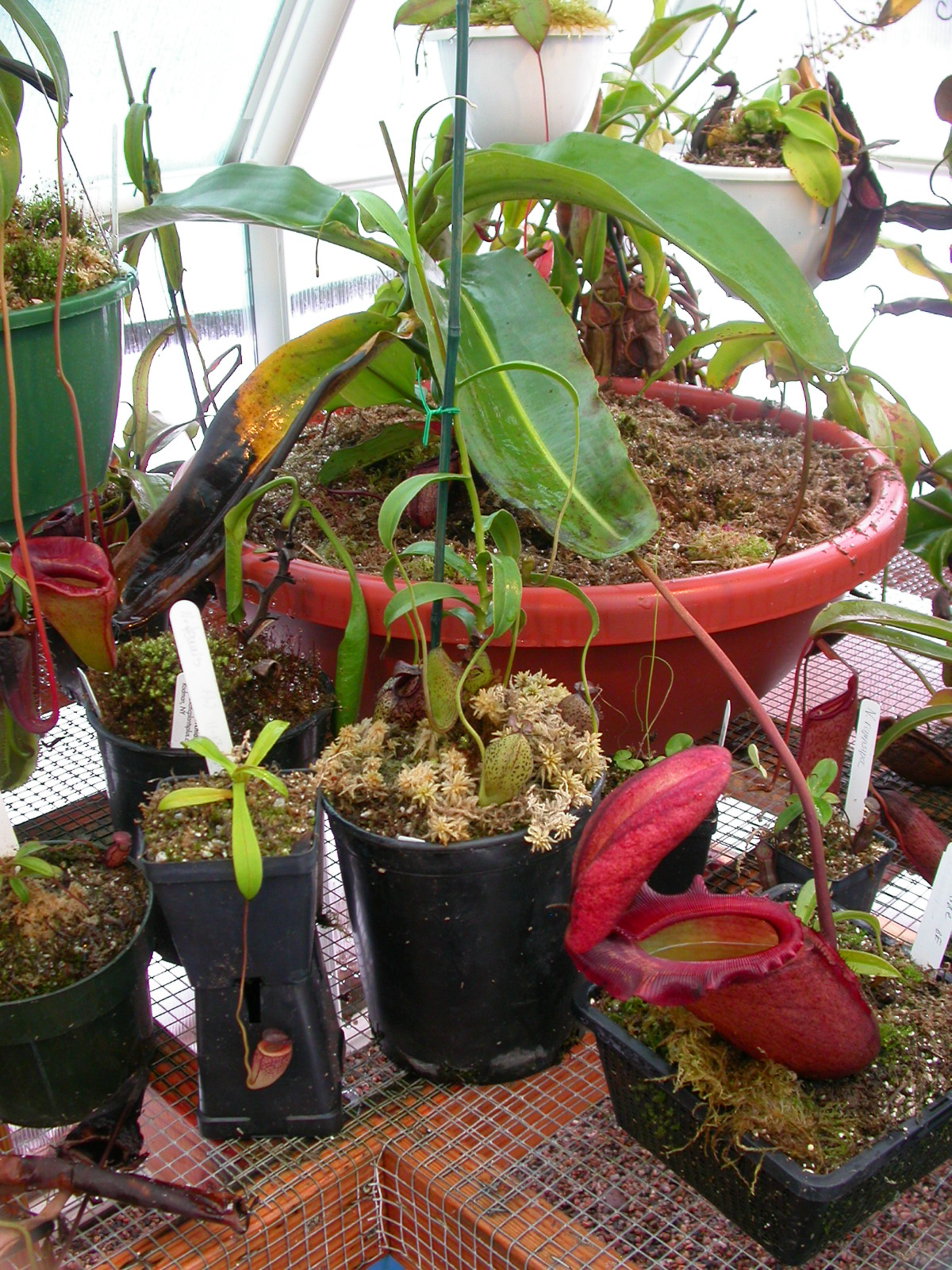
Cultivo de Nepenthes rajah y otras especies.

Aunque las distintas especies de plantas carnívoras poseen diferentes necesidades de luz solar, mezcla de sustrato o humedad, todas comparten algunas de estas necesidades. La mayoría requiere agua de lluvia, de pH 6,5 con ácido sulfúrico. El agua corriente contiene minerales (en especial sales de calcio) que se acumularían hasta matar la planta. Esto ocurre porque la mayoría de las plantas carnívoras ha evolucionado en sustratos ácidos y pobres en nutrientes y son, en consecuencia, extremadamente calcífugas. Por lo tanto son demasiado sensibles al aporte continuado de nutrientes en el suelo. Ya que la mayoría vegeta en pantanos, casi todas son muy intolerantes a la sequía, por lo que en verano hay que colocar la maceta sobre un platillo con agua. Sin embargo, hay excepciones, como las tuberosas Drosera que requieren un período seco en verano (reposo) y Drosophyllum lusitanicum que requiere condiciones mucho más secas que la mayoría.
Las plantas cultivadas en el exterior normalmente obtienen insectos más que suficientes para alimentarse adecuadamente, aunque en ocasiones se les deben suministrar manualmente para suplementar la dieta. Sin embargo, estas plantas son incapaces de digerir otro tipo de alimentos que no sean insectos, como trozos de carne, por ejemplo, ya que estos se pudrirían en el interior de la trampa causando la muerte de toda la planta. Es raro que una carnívora muera aunque no atrape ningún insecto, lo que puede afectar es a su crecimiento. En general, lo mejor es dejar que estas plantas utilicen sus propios recursos: las causas más comunes de muerte para una Venus atrapamoscas, son, además de regarla con agua del grifo, intentar forzar su trampa para alimentarla.
Salvo un par de especies, Nepenthes y Pinguicula, que vegetan bien a la sombra, la mayoría requiere luz brillante o pleno sol, para estimularles a sintetizar los pigmentos rojo y púrpura de la antocianina.
La mayoría vive en los pantanos y las demás, generalmente, en regiones tropicales, por lo que requieren un alto grado de humedad. Estas condiciones se pueden imitar en el cultivo doméstico o a pequeña escala colocando las plantas dentro de un recipiente mayor con el fondo cubierto de guijarros que se mantengan constantemente húmedos. Las especies pequeñas de Nepenthes vegetan bien en un terrario.
Muchas especies son originarias de regiones frías, por lo que pueden cultivarse en un jardín húmedo durante todo el año. La mayoría de las especies de Sarracenia tolera temperaturas por debajo de 0 °C, a pesar de que casi todas son oriundas de la zona suroriental de Estados Unidos. Las especies de Drosera y Pinguicula también toleran estas temperaturas. Sin embargo, el género Nepenthes, que es tropical, requiere entre 20 a 30 °C para prosperar.
El sustrato más adecuado para plantas carnívoras es una mezcla 3:1 de turba de Sphagnum con arena ácida del tipo usado para horticultura (la fibra de coco es un sustituto más ecológico que la turba). Nepenthes crece bien en un compuesto para orquídeas o simplemente en musgo de Sphagnum.
Irónicamente, estas plantas son propensas a sufrir infestaciones parasitarias de áfidos o cochinillas. Los ataques menores se pueden eliminar a mano, sin embargo las infestaciones masivas requieren un insecticida. El alcohol isopropílico es efectivo como insecticida topical, particularmente para cocoideos. El diazinón es un excelente insecticida sistémico tolerado por la mayoría de las carnívoras, así como el malatión y el acefato.
Pero aunque las plagas de insectos puedan ser un problema, el mayor peligro para plantas carnívoras (además del maltrato humano) es el moho gris (Botrytis cinerea). Este medra en condiciones cálidas y húmedas, convirtiéndose en una seria amenaza en invierno. En cierta medida, se puede proteger a las carnívoras de regiones frías, manteniéndolas frescas y bien ventiladas y asegurándose de retirar las hojas muertas con regularidad. Si aun así el hongo ataca, será necesario un fungicida.

Presas atrapadas por diferentes trampas
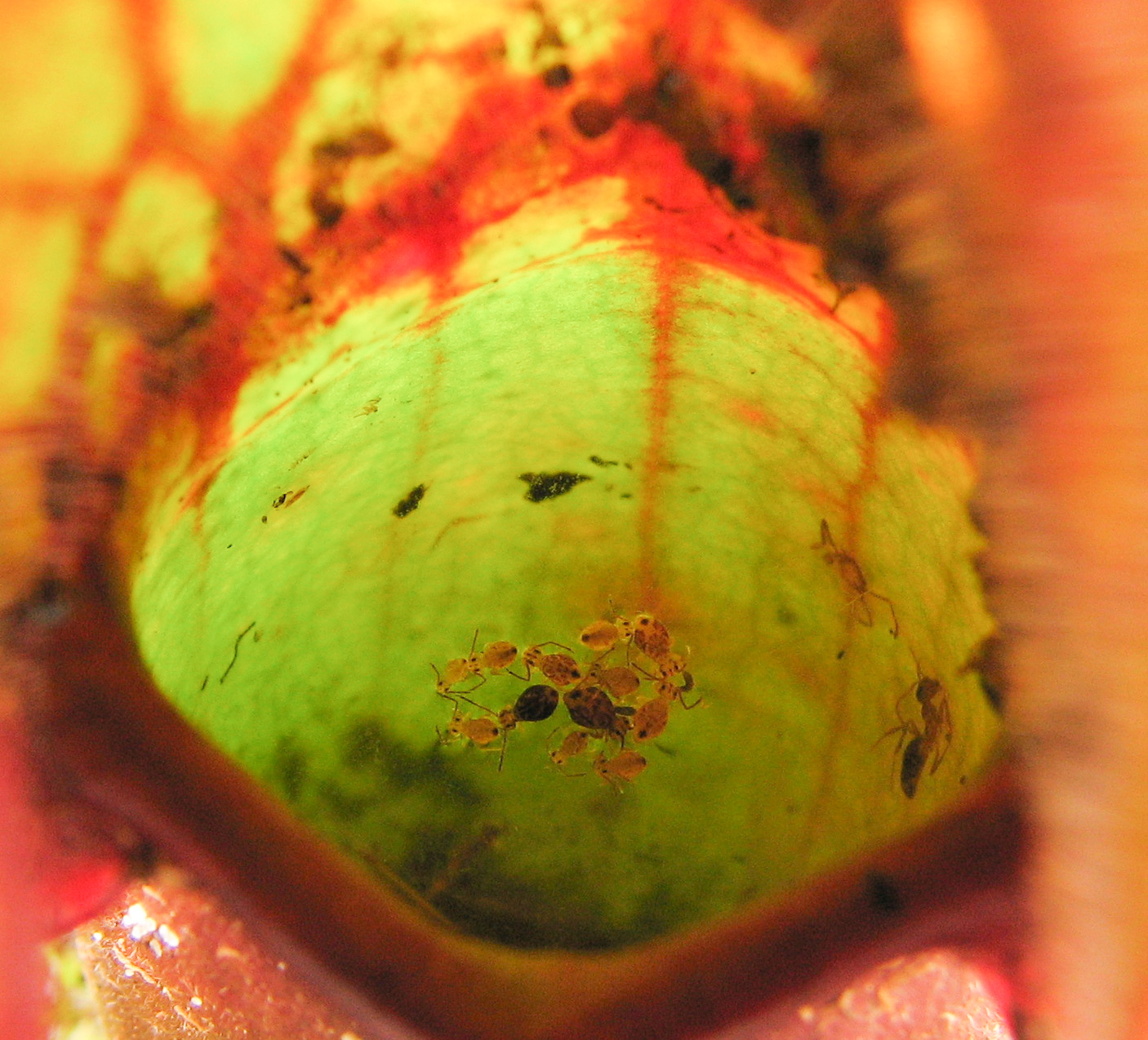
Diminutos Collembola (Dicyrtoma minuta) atrapados en una hoja de Sarracenia purpurea
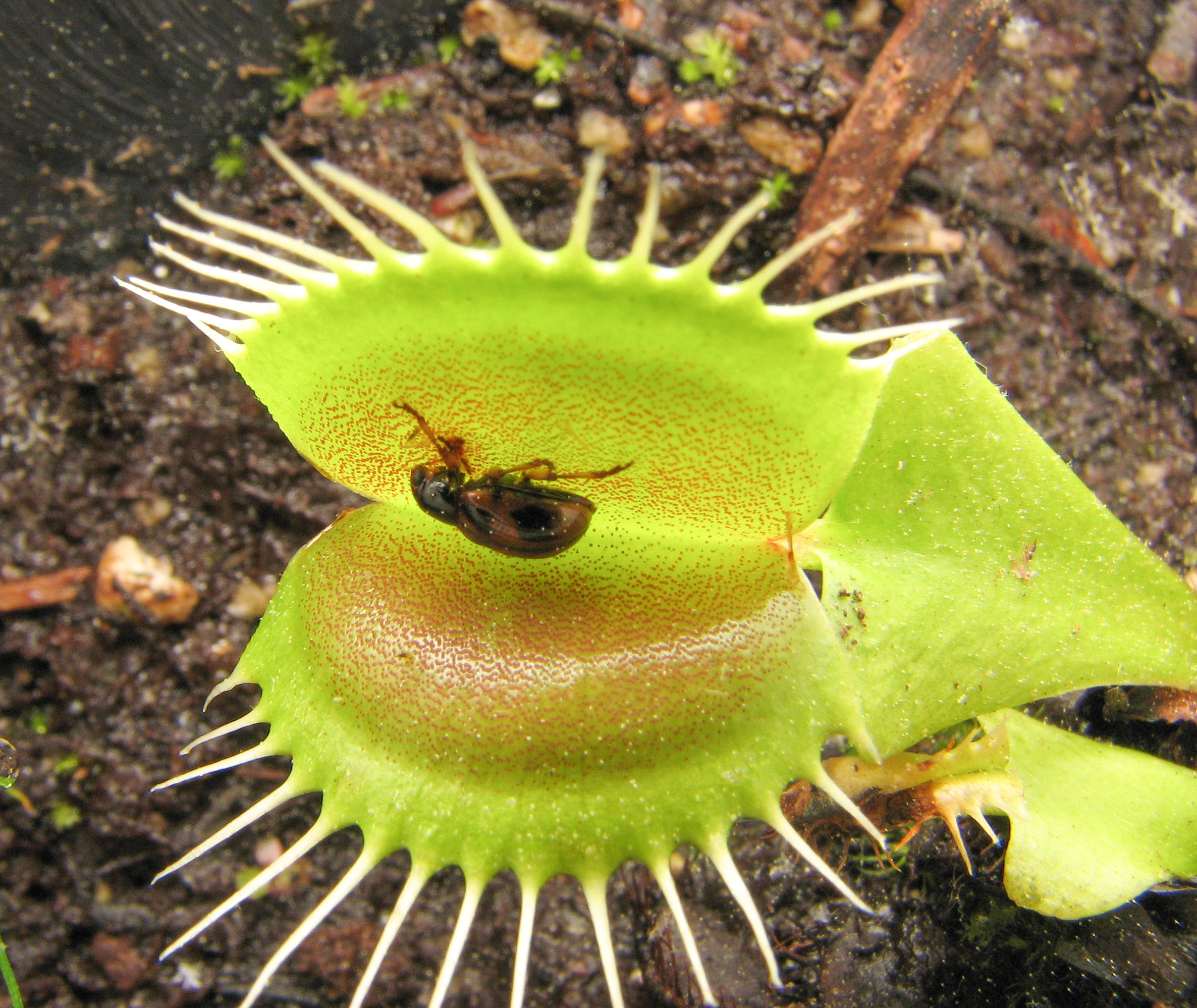
Escarabajo (Paria) atrapado por Dionaea muscipula
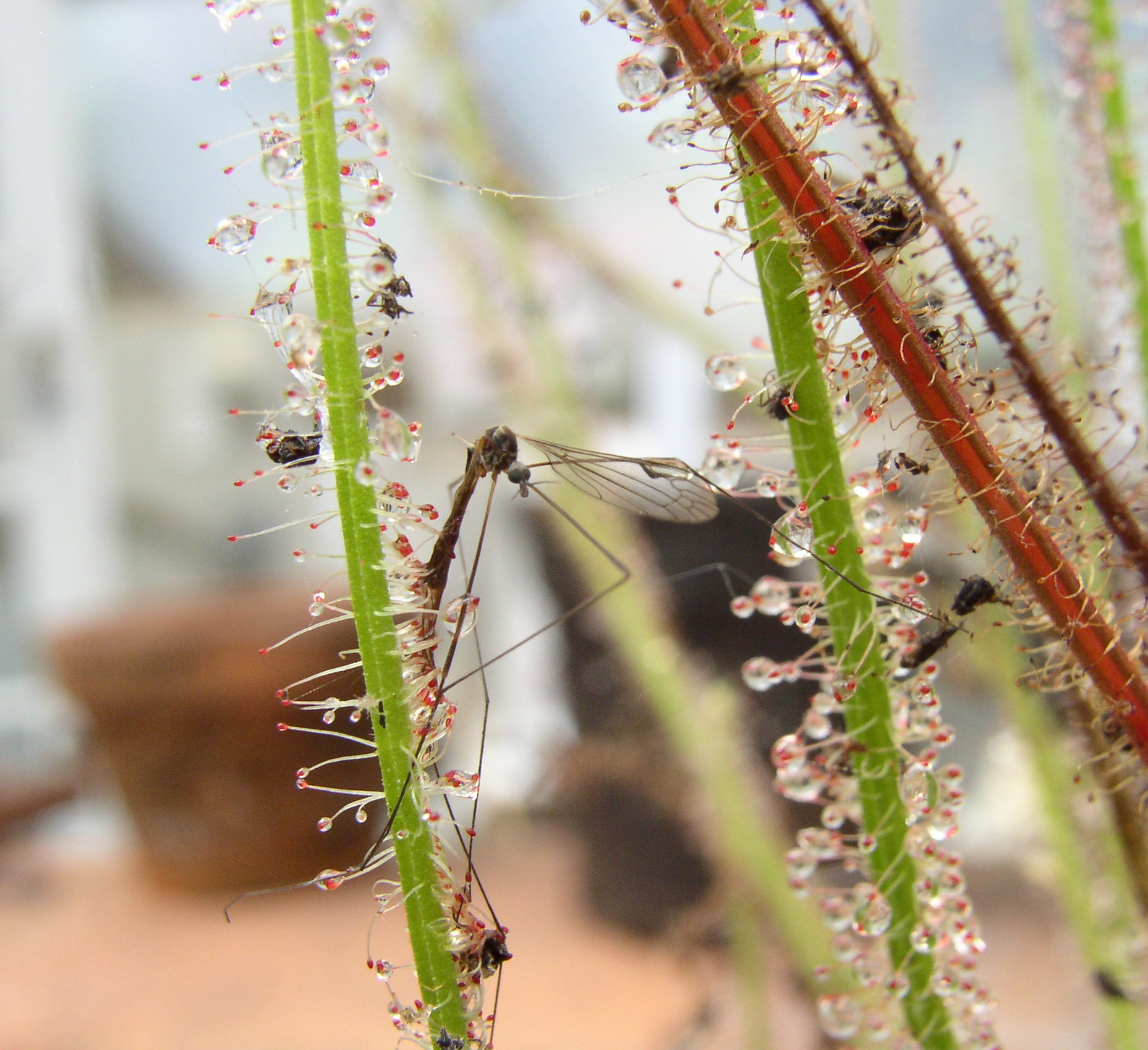
Mosca grulla (Limonia), atrapada por Drosera filiformis